# 260e régiment d'infanterie

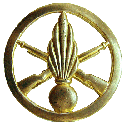
insigne de béret d'infanterie

Le 260e régiment d'infanterie (260e RI) est un régiment d'infanterie de l'Armée de terre française constitué en 1914 avec les bataillons de réserve du 60e régiment d'infanterie.
À la mobilisation, chaque régiment d'active créé un régiment de réserve dont le numéro est le sien plus 200.

## Création et différentes dénominations
- août 1914 : 260e Régiment d'Infanterie

## Chefs de corps
- 1914 : lieutenant-colonel Boigues
- 1940 : lieutenant-colonel Fliecx

## Historique des garnisons, combats et batailles

### Première Guerre mondiale

#### Affectation
- 57e Division d'août 1914 à

### Seconde Guerre mondiale
Formé le 7 août 1939 sous le nom de 260e régiment d'infanterie, dans le secteur de Lons-le-Saunier. Région Militaire, Centre Mobilisateur d'infanterie ; réserve B RI type NE CMI 73. Il occupe un secteur autour de Boullarre sur la Ligne Chauvineau le 10 juin 1940.

## Drapeau
Il porte, cousues en lettres d'or dans ses plis, les inscriptions suivantes :
- Alsace 1914
- Monastir 1917

## Sources et bibliographie
- Historique du 260e régiment d'infanterie pendant la guerre 1914-1918, Nancy, impr. Berger-Levrault, 1918, 38 p., lire en ligne sur Gallica.